# Kikinda Mammoths
I Kikinda Mammoths sono una squadra di football americano di Kikinda, in Serbia, fondata nel 2009.

## Dettaglio stagioni

### Tackle

#### Tornei nazionali

##### Campionato

###### Superliga/Prva Liga (primo livello)
| Stagione | regular season | regular season | regular season | regular season | regular season | regular season | playoff | playoff | playoff | playoff | playoff | playoff   | playoff               |
|          | Vin            | Par            | Per            | Tot            | PF             | PS             | Vin     | Per     | Tot     | PF      | PS      | risultato | avversaria            |
| -------- | -------------- | -------------- | -------------- | -------------- | -------------- | -------------- | ------- | ------- | ------- | ------- | ------- | --------- | --------------------- |
| 2011     | 4              | 0              | 2              | 6              | 117            | 109            | 0       | 1       | 1       | 12      | 35      | Wild Card | Kraljevo Royal Crowns |
| 2018     | 1              | 0              | 6              | 7              | 86             | 274            | 0       | 1       | 1       | 0       | 49      | Wild Card | Inđija Indians        |
| 2022     | 3              | 0              | 3              | 6              | 88             | 186            | 0       | 1       | 1       | 6       | 33      | Wild Card | Novi Sad Wild Dogs    |
| Totale   | 8              | 0              | 11             | 19             | 291            | 569            | 0       | 3       | 3       | 18      | 117     |           |                       |

Fonti: Enciclopedia del Football - A cura di Roberto Mezzetti

###### Prva Liga (secondo livello)/Druga Liga
| Stagione | regular season | regular season | regular season | regular season | regular season | regular season | playoff | playoff | playoff | playoff | playoff | playoff               | playoff             |
|          | Vin            | Par            | Per            | Tot            | PF             | PS             | Vin     | Per     | Tot     | PF      | PS      | risultato             | avversaria          |
| -------- | -------------- | -------------- | -------------- | -------------- | -------------- | -------------- | ------- | ------- | ------- | ------- | ------- | --------------------- | ------------------- |
| 2012     | 3              | 0              | 5              | 8              | 123            | 197            | -       | -       | -       | -       | -       | -                     | -                   |
| 2013     | 4              | 0              | 1              | 5              | 98             | 46             | 0       | 1       | 1       | 3       | 43      | Non promossi          | Inđija Indians      |
| 2014     | 3              | 0              | 3              | 6              | 81             | 108            | -       | -       | -       | -       | -       | -                     | -                   |
| 2015     | 4              | 0              | 1              | 5              | 117            | 52             | 0       | 1       | 1       | 12      | 40      | Non promossi          | Sirmium Legionaries |
| 2016     | 4              | 0              | 2              | 6              | 144            | 73             | 0       | 1       | 1       | 22      | 35      | Non promossi          | Inđija Indians      |
| 2017     | 3              | 0              | 2              | 5              | 122            | 63             | 0       | 1       | 1       | 6       | 32      | Non promossi          | Pančevo Panthers    |
| 2019     | 3              | 0              | 1              | 4              | 127            | 54             | 0       | 1       | 1       | 18      | 21      | Semifinale            | Klek Knights        |
| 2020     | 2              | 0              | 1              | 3              | 140            | 114            | 1       | 1       | 2       | 84      | 57      | Semifinale            | Beograd Gladiators  |
| 2021     | 3              | 0              | 1              | 4              | 123            | 49             | 1       | 1       | 2       | 33      | 50      | Campioni/Non promossi | Požarevac Pastuvi   |
| Totale   | 29             | 0              | 17             | 46             | 1075           | 705            | 2       | 6       | 8       | 178     | 278     |                       |                     |

Fonti: Enciclopedia del Football - A cura di Roberto Mezzetti

###### Juniorska Liga
| Stagione | regular season | regular season | regular season | regular season | regular season | regular season | playoff | playoff | playoff | playoff | playoff | playoff   | playoff               |
|          | Vin            | Par            | Per            | Tot            | PF             | PS             | Vin     | Per     | Tot     | PF      | PS      | risultato | avversaria            |
| -------- | -------------- | -------------- | -------------- | -------------- | -------------- | -------------- | ------- | ------- | ------- | ------- | ------- | --------- | --------------------- |
| 2015     | 5              | 0              | 1              | 5              | 133            | 39             | 1       | 1       | 2       | 51      | 37      | Finale    | Kragujevac Wild Boars |
| 2017     | 2              | 0              | 2              | 4              | 85             | 38             | -       | -       | -       | -       | -       | -         | -                     |
| Totale   | 7              | 0              | 3              | 10             | 218            | 77             | 1       | 1       | 2       | 51      | 37      |           |                       |

Fonti: Enciclopedia del Football - A cura di Roberto Mezzetti

### Flag

#### Ženska Fleg Liga
| Stagione | regular season | regular season | regular season | regular season | regular season | regular season | playoff | playoff | playoff | playoff | playoff | playoff   | playoff    |
|          | Vin            | Par            | Per            | Tot            | PF             | PS             | Vin     | Per     | Tot     | PF      | PS      | risultato | avversaria |
| -------- | -------------- | -------------- | -------------- | -------------- | -------------- | -------------- | ------- | ------- | ------- | ------- | ------- | --------- | ---------- |
| 2015     | 2              | 0              | 4              | 6              | 143            | 146            | -       | -       | -       | -       | -       | -         | -          |
| 2017     | 3              | 0              | 3              | 6              | 99             | 137            | -       | -       | -       | -       | -       | -         | -          |
| Totale   | 5              | 0              | 7              | 12             | 242            | 283            | -       | -       | -       | -       | -       |           |            |

Fonti: Enciclopedia del Football - A cura di Roberto Mezzetti

#### Pionirska Fleg Liga
| Stagione | regular season | regular season | regular season | regular season | regular season | regular season | playoff | playoff | playoff | playoff | playoff | playoff       | playoff    |
|          | Vin            | Par            | Per            | Tot            | PF             | PS             | Vin     | Per     | Tot     | PF      | PS      | risultato     | avversaria |
| -------- | -------------- | -------------- | -------------- | -------------- | -------------- | -------------- | ------- | ------- | ------- | ------- | ------- | ------------- | ---------- |
| 2016     | 7              | 0              | 5              | 12             | 273            | 319            | -       | -       | -       | -       | -       | -             | -          |
| 2017     | 6              | 0              | 0              | 6              | 228            | 56             | 2       | 1       | 3       | 121     | 75      | Secondo posto | -          |
| Totale   | 13             | 0              | 5              | 18             | 501            | 375            | 2       | 1       | 3       | 121     | 75      |               |            |

Fonti: Enciclopedia del Football - A cura di Roberto Mezzetti

### Riepilogo fasi finali disputate
| Anno            | Luogo             | Evento     | Fase del torneo         | Incontro                                 | Risultato |
| 12 giugno 2011  |                   | Superliga  | Primo turno playoff     | Kraljevo Royal Crowns - Kikinda Mammoths | 35 - 12   |
| 23 giugno 2013  |                   | Prva Liga  | Spareggio promozione    | Inđija Indians - Kikinda Mammoths        | 43 - 3    |
| 27 giugno 2015  | Sremska Mitrovica | Prva Liga  | Spareggio retrocessione | Sirmium Legionaries - Kikinda Mammoths   | 40 - 12   |
| 3 luglio 2016   | Inđija            | Druga Liga | Spareggio promozione    | Inđija Indians - Kikinda Mammoths        | 35 - 22   |
| 25 giugno 2017  |                   | Druga Liga | Spareggio promozione    | Pančevo Panthers - Kikinda Mammoths      | 32 - 6    |
| 24 giugno 2018  |                   | Prva Liga  | Wild Card               | Inđija Indians - Kikinda Mammoths        | 49 - 0    |
| 16 giugno 2019  |                   | Druga Liga | Semifinale              | Kikinda Mammoths - Klek Knights          | 18 - 21   |
| 8 novembre 2020 | Studentski Grad   | Druga Liga | Semifinale              | Beograd Gladiators - Kikinda Mammoths    | 57 - 49   |
| 27 giugno 2021  |                   | Druga Liga | Finale                  | Beograd Gladiators - Kikinda Mammoths    | 21 - 27   |
| 11 giugno 2022  |                   | Prva Liga  | Wild Card               | Kikinda Mammoths - Novi Sad Wild Dogs    | 6 - 33    |

## Palmarès
- 1 Druga Liga (2021)